# Philip Seymour Hoffman
Philip Seymour Hoffman (23. srpnja 1967. – 2. veljače 2014.) bio je američki glumac, redatelj i producent na filmu i u kazalištu. Najviše poznat po karakternim ulogama koje su obično uključivale likove s dna društva, Hoffman je snimio brojne filmove od ranih 90-ih godina prošlog stoljeća pa sve do svoje smrti u 46-oj godini života.
Opčinjen kazalištem još od tinejdžerskih dana, Hoffman je studirao glumu na njujorškom sveučilištu Tisch School of the Arts. Svoju je televizijsku karijeru započeo 1991. godine u epizodi serije Zakon i red, a u filmovima se započeo pojavljivati godinu dana kasnije. Za nastupe u sporednim ulogama bio je izrazito cijenjen, a ponajprije se to odnosi na uloge u filmovima kao što su Kralj pornića (1997.), Sreća (1998.), Patch Adams (1998.), Veliki Lebowski (1998.), Magnolija (1999.), Talentirani gospodin Ripley (1999.), Korak do slave (2000.), Pijani od ljubavi (2002.) i Napokon Polly (2004.). Povremeno se pojavljivao i u glavnim ulogama, a za portret književnika Trumana Capotea u filmu Capote iz 2005. godine osvojio je mnogobrojna filmska priznanja i počasti, uključujući i prestižnu nagradu Oscar u kategoriji najbolje glavne muške uloge. Nakon tog uspjeha, Hoffman je nastavio nizati hvaljene performanse, a još će tri puta biti nominiran za Oscara u kategoriji sporedne muške uloge: kao brutalno iskreni djelatnik CIA-e u humorističnom trileru Rat Charlieja Wilsona (2007.), svećenik optužen za pedofiliju u drami Sumnja (2008.) te kao karizmatični voditelj scijentološkog pokreta u filmu Master (2012.).
Premda je većinom glumio u filmovima nezavisne produkcije, uključujući naslove poput Obitelj Savage (2007.) i Sinegdoha, New York (2008.), Hoffman se također pojavljivao i u holivudskim blockbusterima poput Twistera iz 1996. ili Nemoguće misije III iz 2006. godine, a svoju je posljednju ulogu odigrao kao Plutarch Heavensbee u filmskom serijalu Igre gladi (2013. – 2015.). Film Jack Goes Boating iz 2010. godine označio je Hoffmanov redateljski debi. Hoffman je također bio cijenjeni kazališni glumac i redatelj. Godine 1995. pridružio se kazališnoj skupini Broadway LAByrinth u kojoj je režirao, producirao te glumio u brojnim produkcijama. Za svoje tri uloge u brodvejskim predstavama - True West iz 2000., Long Day's Journey into Night iz 2003. te Death of a Salesman iz 2012. godine - zaradio je nominacije za nagradu Tony.
Još kao mladić Hoffman se učestalo borio s ovisnošću o drogi, a nakon što je godinama bio trijezan ponovno se vratio ovisnosti 2013. godine. U veljači 2014. godine pronađen je mrtav s iglom heroina u ruci, premda je kao službeni uzrok smrti proglašena mješavina raznih vrsta droge. Zapamćen zbog svojih neustrašivih portreta likova upitnog morala kojima je uvijek davao iskrenu dubinu i humanost, New York Times je u svojoj osmrtnici opisao Hoffmana kao "možda i najambicioznijeg i najvoljenijeg američkog glumca svoje generacije".

## Rani život
Hoffman je rođen 23. srpnja 1967. godine u Rochesteru, predgrađu Fairporta u državi New York. Njegova majka Marilyn O'Connor (rođena Loucks) dolazi iz obližnjeg sela Waterloo, a radila je kao profesorica u osnovnoj školi prije nego što je postala odvjetnica i u konačnica sutkinja obiteljskog suda. Njegov otac, Gordon Stowell Hoffman, rodom je iz Geneve (država New York), a radio je za korporaciju Xerox. Uz jednog brata, Gordyja, Hoffman je imao i dvije sestre - Jill i Emily.
Hoffman je kršten kao rimokatolik, a kao dijete je odlazio na mise premda nije imao pretjerano religijsko odrastanje. Njegovi roditelji razveli su se kad mu je bilo devet godina, a sva djeca ostala su živjeti s majkom. Hoffmanova najveća strast kao dijete bio je sport, prvenstveno hrvanje i bejzbol, ali s 12 godina gledao je kazališnu predstavu All My Sons autora Arthura Millera i postao opčinjen. U intervjuu iz 2008. godine prisjetio se: "To iskustvo me u potpunosti promijenilo. Kao da sam ugledao čudo." Hoffman je zavolio kazalište kojeg je sa svojom majkom nastavio redovito posjećivati. Prisjećao se da su produkcije predstava Quilters te Alms for the Middle Class djelovale vrlo inspirirajuće na njega samoga, pogotovo potonja u kojoj je kao tinejdžer nastupio Robert Downey, Jr. U 14-oj godini, Hoffman je doživio ozljedu vrata kojom je njegova sportska karijera okončala pa je započeo razmišljati o glumi. Nakon što ga je majka ohrabrila, pridružio se dramskom klubu, ali je kasnije priznao da je glavni razlog pridruživanja bila djevojka u koju se u to vrijeme zaljubio.
S vremenom gluma mu je postala najveća strast: "Volio sam prijateljstvo koje je proizlazilo iz svega toga, pogotovo ljude pa sam tada odlučio da je to ono što želim raditi u životu". U dobi od 17 godina izabran je za pohađanje škole Summer School of the Arts u Saratoga Springsu 1984. godine gdje je upoznao svoje buduće kolege Bennetta Millera i Dana Futtermana (Miller će kasnije režirati, a Futterman napisati film Capote za koji će Hoffman osvojiti prestižnu filmsku nagradu Oscar). Miller je kasnije komentirao Hoffmanovu popularnost u to vrijeme: "Kod njega nas je najviše privukla činjenica što je Hoffman bio ozbiljan u onome što radi. Čak i tada, tako mlad, bio je pun strasti." Hoffman se prijavio na nekoliko dramskih sveučilišta, a u konačnici je primljen na njujorško sveučilište Tisch School of the Arts. Dok je istovremeno završavao srednju školu u Fairportu i pohađao dramski program, nastavio je s ljetnim programom u kazalištu Square Theatre. Hoffman se oduvijek s radošću prisjećao vremena dok je pohađao njujorško sveučilište kada je samog sebe uzdržavao radom kao vratar. Skupa s prijateljima osnovao je glumačku skupinu Bullstoi Ensemble. Dramsku diplomu dobio je 1989. godine.

## Karijera

### Rane godine (1991. – 1995.)
Nakon što je diplomirao, Hoffman je radio u off-Broadway kazalištu, a dodatni novac zarađivao je obavljajući razne druge poslove. Debi na televiziji doživio je 1991. godine u seriji Zakon i red, točnije u epizodi "The Violence of Summer" u kojoj glumi čovjeka optuženog za silovanje. Sljedeće godine ostvario je svoj filmski debi pod imenom "Phil Hoffman" u filmu nezavisne produkcije Triple Bogey on a Par Five Hole. Nakon toga odlučio je uzeti djedovo ime Seymour kako bi izbjegao konfuziju s još jednim glumcem koji je dijelio isto ime. Ubrzo potom uslijedio je niz manjih uloga koje uključuju filmove poput My New Gun te komediju Leap of Faith u kojoj je glumio Steve Martin. Međutim, nastup u filmu Miris žene iz 1992. godine (za koji je Al Pacino osvojio svog prvog Oscara) označio je prekretnicu u Hoffmanovoj karijeri. Za ulogu razmaženog studentskog bogataša Hoffman je morao doći na audicije čak pet puta. Film je na svjetskim kino blagajnama u konačnici utržio 134 milijuna dolara i time je postao prvim filmom u kojem je Hoffmanov glumački talent bio primijećen. U jednom od mnogobrojnih intervjua Hoffman će kasnije za Miris žene izjaviti: "Da nisam dobio ulogu u tom filmu, ne bih bio ovdje gdje sam danas." U to vrijeme odlučio je napustiti posao u dućanu u kojem je radio i u potpunosti se posvetiti profesionalnoj glumi.
Tijekom ranih 90-ih godina prošlog stoljeća Hoffman je nastavio nastupati u manjim ulogama. Nakon što se pojavio u filmu Joey Breaker te tinejdžerskom hororu o zombijima My Boyfriend's Back kojeg su kritičari doslovno sasjekli novu veću ulogu ostvario je kao bogati prijatelj lika Johna Cusacka u kriminalističkoj komediji Lova do krova. Godine 1994. glumio je neiskusnog mafijaša u kriminalističkom trileru Bijeg s Alecom Baldwinom i Kim Basinger u glavnim ulogama, a također je nastupio i s Andyjem Garcijom i Meg Ryan u romantičnoj drami Kad muškarac voli ženu. Ist godine glumio je i policijskog zamjenika kojeg udari lik Paula Newmana (inače jedan od Hoffmanovih glumačkih idola) u drami Ničija budala.
I dalje smatrajući da je rad u kazalištu iznimno značajan za njegovu karijeru, Hoffman se 1995. godine pridružio kazališnoj skupini LAByrinth iz New Yorka. Njezinim je članom ostao sve do svoje smrti, a uz nastup u mnogobrojnim produkcijama, kasnije je postao njezin umjetnički direktor skupa s Johnom Ortizom te je tijekom godina režirao mnoge predstave. Hoffmanova jedina filmska uloga 1995. godine bila je u 22-minutnoj kratkoj komediji naziva The Fifteen Minute Hamlet koja je filmsku industriju prikazala na iznimno satiričan način u elizabetanskom stilu. 

### Karijera u usponu (1996. – 1999.)
U razdoblju od travnja do svibnja 1996. godine, Hoffman je nastupao u kazalištu Joseph Papp Public Theater na produkciji predstave The Striker autorice Caryl Churchill u produkciji Marka Winga-Daveyja. Nakon toga, a zahvaljujući radu na filmu Miris žene, scenarist i redatelj Paul Thomas Anderson pozvao ga je da nastupi u njegovom debiju Teška osmica. Iako je uloga bila iznimno mala, njome je započela najvažnija suradnja Hoffmanove glumačke karijere. Prije nego što je zacementirao partnerstvo s Andersonom, Hoffman se iste godine pojavio u jednom od najvećih filmskih blockbustera - Twisteru, u kojem je glumio aljkavog i hiperaktivnog gonitelja oluja uz bok Helen Hunt i Billu Paxtonu. Prema anketi časopisa People na Twitteru i Facebooku, Twister je film po kojem je širokoj populaciji Hoffman najviše poznat. Ponovna suradnja s Andersonom dogodila se na njegovom drugom filmu, Kralju pornića, u kojem se radnja vrti oko zlatnog doba pornografske industrije. U filmu su u glavnim ulogama nastupili Mark Wahlberg, Julianne Moore i Burt Reynolds, a Hoffman je glumio operatera za vrijeme snimanja filmova kojeg je David Fear iz magazina Rolling Stone opisao kao "potpunog, besramnog pušioničara" koji pokušava zavesti Wahlbergov lik. Uglavnom zadobivši pozitivne ocjene kritičara, film je postigao kultni status, a također se spominje i kao prvi uradak u kojem je Hoffman pokazao svoj puni glumački talent. Fear je posebno naglašavao "ogoljenu emociju" uloge. Hoffman je kasnije izjavio u mnogim intervjuima da se divio Andersonu kao redatelju i da ga ne može usporediti s niti jednim drugim s kojim je radio.
Hoffman se tijekom 1998. godine pojavio u pet filmova. U kriminalističkom trileru Montana te u romantičnoj komediji Sljedeća postaja: Zemlja čudesa nastupio je u sporednim ulogama, a oba filma doživjela su komercijalni neuspjeh. To se, međutim, ne može reći za njegov sljedeći film - mračnu komediju Veliki Lebowski braće Coen. Hoffman je dugo vremena bio obožavatelj njihovih filmova te je uživao u zajedničkom radu. U filmu je Hoffman glumio uz Jeffa Bridgesa i Johna Goodmana, a tumačio je lik Brandta, osobnog asistenta naslovnog lika filma. Premda se radilo o relativno maloj ulozi, Hoffman je tvrdio da je upravo po njoj bio najpoznatiji, jer se radi o filmu koji je dosegnuo kultni status i veliki broj obožavatelja diljem svijeta. Između ožujka i travnja 1998. godine Hoffman se pojavio preko 30 puta u predstavi Shopping and Fucking u produkciji Marka Ravenhilla u kazalištu New York Theatre Workshop glumeći bivšeg ovisnika o heroinu.
Hoffman je prihvatio izrazito neugodnu ulogu u mizantropskoj komediji Sreća redatelja Todda Solondza o životu tri sestre i ljudi koji ih okružuju. U filmu on je tumačio lik Allena, čudnovatog usamljenika koji grubim telefonskim pozivima uznemirava žene, a tijekom jednog od tih poziva bijesno masturbira što je filmskog teoretičara Jerryja Moshera nagnalo da performansu prozove "neugodno sirovom". Jake Coyle iz Associated Pressa istaknuo je da je Allen jedan od najjezivijih likova američkog filma, dok je kritičar Xan Brooks istaknuo patos kojeg je Hoffman donio samoj ulozi. Premda je film Sreća bio iznimno kontroverzan pobrao je hvalospjeve filmske kritike, a Hoffmanova uloga ocijenjena je kao jedna od najboljih u njegovoj dotadašnjoj karijeri. Posljednju ulogu 1998. godine Hoffman je ostvario kao student medicine, a kasnije i doktor u komediji Patch Adams u kojoj je glavnu ulogu odigrao Robin Williams. Iako mu kritika nije bila posebno naklonjena, film je ostvario izniman komercijalni uspjeh. Sljedeće godine Hoffman je glumio uz Roberta De Nira kao transvestit Rusty Zimmerman u filmu Nepodnošljivi prijatelji redatelja Joela Schumachera. Hoffman je De Nira smatrao jednim od najzanimljivijih glumaca i kasnije će izjaviti da je od njega tijekom snimanja upravo tog filma jako puno naučio. Hoffmanovu sposobnost izbjegavanja klišeja u tumačenju tako delikatne uloge mnogi su kritičari istaknuli kao izrazito posebnu, a Roger Ebert nadodao je da ga je upravo ta uloga "etablirala kao jednog od najboljih karakternih glumaca današnjice". Za tu je ulogu Hoffman zaradio prvu nominaciju za nagradu Udruženja filmskih glumaca. Iste godine Hoffman se ponovno udružuje s redateljem Paulom Thomasom Andersonom u filmu Magnolija u kojem je dobio netipičnu ulogu. U filmu čija se radnja proteže tijekom jednog dana Hoffman tumači mušku medicinsku sestru koja se brine za lik umirućeg Jasona Robardsa. Medicinska industrija hvalila je portret lika, a Jessica Winter iz časopisa Village Voice istaknula je da se radi o krucijalnom liku, nečemu poput anđela čuvara za oca na samrti. Sam film "Magnolija" danas se nalazi na mnogim listama najboljih kinematografskih ostvarenja u povijesti, a Hoffmanu je to bio najdraži film na kojem je radio.
Jedan od kritički i komercijalno najuspješnijih Hoffmanovih filmova bio je Talentirani gospodin Ripley iz 1999. godine kojeg je smatrao "najnapetijim mogućim ostvarenjem koje može proizaći iz Hollywooda". U filmu Hoffman tumači Freddieja Milesa, bogataša koji konstantno ugnjetava Ripleyja (igra ga Matt Damon), lika kojeg je Jeff Simon iz magazina Buffalo News prozvao "najiskrenijom budalom iz visoke klase ikad prikazanom u američkim filmovima". Hoffmanova izvedba privukla je pozornost Meryl Streep (još jednog njegovog glumačkog idola): "Sjela sam uspravno i upitala 'tko je to?'. Pomislila sam: Moj Bože, ovaj glumac je neustrašiv. Učinio je ono za čime svi težimo - dao je tom odvratnom liku poštovanje kakvo zaslužuje i učinio ga je fascinantnim." Zbog uloga u filmovima "Magnolija" i "Talentirani gospodin Ripley" Nacionalno udruženje filmskih kritičara proglasilo je Hoffmana najboljim sporednim glumcem 1999. godine.

### Uspjeh u kazalištu i glavne uloge u filmovima (2000. – 2004.)
Nakon niza uspješnih nastupa u filmovima kasnih 90-ih godina prošlog stoljeća, Hoffman je bio na reputaciji kao jedan od najznačajnijih sporednih glumaca koji se može uklopiti u praktički svaku ulogu. Njegove filmske nastupe David Kamp u magazinu GQ opisao je kao "otkrivanje nagrade unutar kutije sa žitaricama, dobivanjem povišice ili kao kad neočekivano sretnete starog prijatelja na ulici". Početkom 2000. godine Jerry Mosher je napisao da se čini "da je Hoffman svugdje prisutan, obilježen predznakom 'zvijezda'". 
Godine 1999. Hoffman je zaradio prvu nominaciju za nagradu Drama Desk u kategoriji najboljeg glumca za off-Broadway predstavu The Author's Voice. Ovaj se uspjeh nastavio i u 2000-oj s predstavom True West Sama Sheparda u kojoj je Hoffman mijenjao uloge s kolegom glumcem Johnom C. Reillyjem. Sveukupno je u toj predstavi nastupio 154 puta u razdoblju od ožujka do srpnja 2000. godine. Ben Brantley iz New York Timesa napisao je da se po njegovom mišljenju radi o Hoffmanovoj najboljoj kazališnoj izvedbi do tada te ga prozvao "briljantnim", a za samu ulogu glumac je dobio i prvu nominaciju za nagradu Tony. Sljedeće godine uz Meryl Streep, Natalie Portman i Johna Goodmana pojavio se u produkciji Čehovljeve drame Galeb u kazalištu Delacorte, premda je Brantley smatrao da se nije pretjerano dobro snašao u toj ulozi. Kao redatelj Hoffman je zaradio dvije nominacije za nagradu Drama Desk: jednu za predstavu Jesus Hopped the 'A' Train iz 2001., a drugu za Our Lady of 121st Street iz 2003. godine. U intervjuu iz 2008. godine, Hoffman je izjavio da je volio "žonglirati" između glume i režije jer mu je to pomagalo da se razvije na oba fronta.
Hoffmanova prva filmska uloga 2000. godine bila je u komediji ograničene kino distribucije Davida Mameta, Raskrižje o poteškoćama snimanja filma u ruralnom području Nove Engleske. Veću sporednu ulogu imao je iste godine u filmu o odrastanju, Korak do slave scenarista i redatelja Camerona Crowea čija je radnja smještena u pozadinu glazbene industrije 70-ih godina prošlog stoljeća. U njemu je Hoffman portretirao entuzijastičnog rock kritičara Lestera Bangsa što mu je prema vlastitom priznanju bilo izrazito teško, ali je uspio nakon što je usvojio ponašanje i domišljatost stvarne osobe (nakon što ga je gledao u intervjuu za BBC). Sljedeće godine Hoffman je nastupio kao narator i jedan od ispitanika u dokumentarnom filmu The Party's Over o američkim izborima 2000. godine. U dokumentarcu Hoffman je zauzeo stajalište "politički obrazovanog i distanciranog pripadnika generacije X" koji se želi obrazovati u vezi američke politike, ali u konačnici otkriva razinu nezadovoljstva javnosti istom.
Godine 2002. Hoffman je dobio prvu glavnu filmsku ulogu (premda se u to vrijeme šalio: "Čak i da me uzmu kao glavnog glumca, vjerojatno ću taj lik pretvoriti u sporedni.") u tragikomediji Voljeti Lizu redatelja Todda Louisa. Njegov brat Gordy napisao je scenarij kojeg je Hoffman pročitao pet godina prije u kući u kojoj im je živjela majka, a čija se radnja vrti oko udovca koji postaje ovisan o snifanju benzina kako bi se što lakše nosio sa samoubojstvom supruge. Premda je sam scenarij smatrao nečim najboljim što je do tada pročitao, "iznimno skromnim u istraživanju tuge", kritičari nisu bili toliko oduševljeni filmom. Jedan kritičar za BBC je napisao da je Hoffman konačno dobio ulogu u kojoj je mogao pokazati "za što je sve zaista sposoban", ali malo tko ga je imao prilike vidjeti u filmu koji je u konačnici imao ograničenu kino distribuciju te zaradio tek 210 tisuća dolara.
Kasnije iste godine Hoffman je s Adamom Sandlerom i Emily Watson nastupio u četvrtom Andersonovom kritičarski hvaljenom filmu, nadrealnoj romantičnoj komediji Pijani od ljubavi u kojoj je tumačio lik supervizora ilegalne tvrtke koja se bavi telefonskim seks pozivima. Drew Hunt iz magazina Chicago Reader napisala je da je sama uloga odličan primjer Hoffmanovog "umijeća da malu ulogu učini velikom", a također je hvalila i glumčev smisao za humor. Hoffman je s Anthonyjem Hopkinsom nastupio u potpuno drugačijem filmu - visokobudžetnom trileru Crveni zmaj čija se radnja odvija prije one opisane u filmu Kad jaganjci utihnu. U njemu Hoffman tumači nametljivog novinara žutog tiska Freddyja Loundsa. Četvrti film iz 2002. godine u kojem je nastupio bila je drama 25. sat redatelja Spikea Leeja u kojoj igra engleskog profesora koji u alkoholiziranom stanju napravi fatalnu pogrešku. I redatelj Lee i glavni glumac filma Edward Norton bili su oduševljeni činjenicom što će raditi s Hoffmanom, a Lee je čak i priznao da je već dugo vremena jako želio raditi s glumcem, ali je čekao dok nije za njega pronašao pravu ulogu. Hoffman je svog lika Jacoba smatrao uvjerljivo najpovučenijim od svih koje je do tada imao prilike odigrati. Roger Ebert na svojoj listi "Velikih filmova" iz 2009. godine stavio je i film "25. sat", a skupa s kritičarom A. O. Scottom smatrao ga je jednim od najboljih filmova prvog desetljeća 21. stoljeća.
U drami Moćni Mahowny iz 2003. godine Hoffman je odigrao svoju drugu glavnu ulogu u karijeri, a partnerica mu je bila Minnie Driver. U njoj Hoffman tumači zaposlenika banke koji pronevjeri određenu količinu novca kako bi utažio vlastitu ovisnost o kocki. Budući da je film temeljen na istinitoj priči o Brianu Molonyju, bankaru iz Toronta koji je počinio najveću prevaru u povijesti Kanade, Hoffman se našao s Molonyjem kako bi se što bolje pripremio za ulogu te kako bi na što realističniji način glumio lika. Bio je odlučan u namjeri da ne podilazi stereotipovima "filmskih likova", a njegov su portret ovisnika hvalili čak i psihijatri sa sveučilišta Royal College of Psychiatrists. Roger Ebert prozvao je Hoffmanovu performansu "remek-djelom discipline i preciznosti", ali film nije polučio veći uspjeh na kino blagajnama.
Hoffmanov drugi film iz 2003. godine bio je Studengora redatelja Anthonyja Minghelle. U njoj Hoffman tumači nemoralnog svećenika, odnosno iznimno kompleksnog lika kojeg je Hoffman opisao kao "masu kontradiktornosti". Iste godine, u razdoblju od travnja do kolovoza, s glumicom Vanessom Redgrave nastupao je u broadwayskoj predstavi Long Day's Journey into Night autora Eugenea O'Neilla. Redatelj Robert Falls kasnije će komentirati da je Hoffman liku alkoholičara Jamieja Tyronea utjelovio nevjerojatnu količinu posvećenosti i iskustva: "Svake noći toliko je razvalio lik da nije mogao izaći iz njega. Phil je nosio taj lik u sebi." Hoffman je za performansu u navedenoj predstavi zaradio drugu nominaciju za nagradu Tony. Godinu dana kasnije nastupio je uz Bena Stillera u box-office uspješnici Napokon Polly. O samoj ulozi časopis People istaknuo je da je Hoffman "dokazao da je po humorističnoj izvedbi ravan čak i onim najboljima u tom žanru".

### Pohvale kritičara (2005. – 2009.)
Prekretnicu u Hoffmanovoj karijeri označio je biografski film Capote iz 2005. godine čija se radnja vrti oko iskustava autora Trumana Capotea tijekom pisanja njegovog iznimno uspješnog kriminalističkog romana Hladnokrvno ubojstvo iz 1966. godine temeljenog na istinitom događaju. Hoffman je odigrao glavnu ulogu u projektu kojeg je koproducirao i kojem je financijski pomogao da bude snimljen. Glumiti Capotea pokazalo se iznimno zahtjevnim zadatkom; osim što je Hoffman smršavio, proveo je četiri mjeseca istraživajući samog autora što je uključivalo i gledanje njegovih video klipova kako bi na što bolji način "preuzeo" piščev feminizirani govor i ponašanje. Hoffman je istaknuo da ga nije previše brinula savršena imitacija Capoteovog govora, ali je smatrao da mu je to dužnost kako bi "izrazio životnost i utančanost" autora. Tijekom snimanja Hoffman je "ostajao u liku" kako ne bi izgubio glas i držanje, a to je objasnio: "U protivnom bih dopustio vlastitom tijelu da me izda". Film "Capote" pobrao je hvalospjeve filmske kritike diljem svijeta, uz poseban naglasak upravo na Hoffmanovu performansu. Mnogi kritičari složili su se da je uloga savršena za osvajanje nagrada, a Hoffman je u konačnici za portret Capotea osvojio nagrade Oscar, Zlatni globus, BAFTA-u, nagradu Ceha glumaca Amerike te razna druga priznanja. Godine 2006. časopis Premiere stavio je ulogu Capotea na 35-o mjesto najboljih glumačkih ostvarenja svih vremena. Nakon filma nekoliko kritičara opisalo je Hoffmana kao jednog od najboljih i najambicioznijih glumaca svoje generacije.
Svoju prvu i jedinu nominaciju za prestižnu televizijsku nagradu Emmy Hoffman je zaradio 2005. godine za sporednu ulogu u HBO-ovoj miniseriji Empire Falls o životu u gradu u Novoj Engleskoj, ali ju je izgubio od kolege iz serije Paula Newmana. Godine 2006. nastupio je u ljetnom blockbusteru Nemoguća misija III u kojem je glumio trgovca oružjem Owena Daviana uz bok Tomu Cruiseu. Novinar Vanity Faira tom je prilikom istaknuo da je "Hoffmanova performansa jedan od najsočnijih portreta negativnog lika još od Alana Rickmana iz filma Umri muški". Zaradom filma na svjetskim kino blagajnama od skoro 400 milijuna dolara, Hoffmana je konačno upoznala i široka populacija kino gledatelja.
Godina 2007. označila je Hoffmanov povratak filmovima nezavisne produkcije, a nju je započeo nastupom u tragikomediji Obitelj Savage redateljice Tamare Jenkins u kojoj je s Laurom Linney glumio blizance koji žele svog od demencije oboljelog oca (Philip Bosco) smjestiti u dom. Jake Coyle iz Associated Pressa u svojoj je kritici napisao da se radi o "pravom hoffmanovskom filmu: mješavini komedije i tragedije, ispričane suptilno s trenucima prave briljantnosti". Za ulogu u tom filmu Hoffman je nominiran za nagradu Zlatni globus. Njegov sljedeći film iste godine bio je Dok vrag ne sazna da si mrtav, ujedno i posljednji redateljski uradak Sidneyja Lumeta, u kojem je glumio prodavatelja nekretnina koji pronevjeri novac svog poslodavca kako bi ostao ovisnik o drogi. Mosher je istaknuo da se radi o jednom od najneugodnijih likova Hoffmanove karijere, ali da je njegova "glumačka neustrašivost ponovno otkrila ljudskog lika prepunog mana" jer se u uvodnoj sceni filma Hoffman pojavljuje potpuno gol u sceni analnog seksa. Kritičarima se film uglavnom svidio.
Za nastup u političkoj drami Rat Charlieja Wilsona redatelja Mikea Nicholsa, Hoffman je zaradio drugu nominaciju za Oscara, a u njoj je opet glumio stvarnu osobu - Gusta Avrakotosa, agenta CIA-e koji se skupa s naslovnim likom (tumači ga Tom Hanks) nalazi u zavjeri kako bi pomogli afganistanskim pobunjenicima u njihovoj borbi protiv Sovjetskog Saveza. Todd McCarthy je za Hoffmanovu ulogu napisao: "Okićen pravom frizurom iz 80-ih, brkovima, isturenim trbuhom i uvijek prisutnom cigaretom... Kad god je on na ekranu, film naprosto vibrira elektricitetom zavjere." Sam film bio je kritički i komercijalni uspjeh, a uz oskarovsku nominaciju Hoffman je također bio nominiran i za Zlatni globus i BAFTA-u.
Tijekom 2008. godine Hoffman je ostvario dvije zapažene uloge. U misterioznoj drami Sinegdoha, New York redatelja Charlieja Kaufmana, Hoffman portretira Cadena Cotarda, frustriranog dramaturga koji za svoju predstavu pokušava sagraditi repliku New Yorka u skladištu. I u toj ulozi Hoffman je ponovno pokazao svoju želju za otkrivanjem neatraktivnih detalja lika kako ovaj stari i propada, a sama uloga bila je psihološki iznimno zahtjevna. Kritičari su, međutim, prema filmu imali poprilično oprečna mišljenja. Sony Bunch iz Washington Timesa nazvao ga je "impresivnim, ali nedostupnim i beskrajno frustrirajućim", a Hoffmanov lik prozvao je "Bogom, kada Bog ne bi imao maštu". Roger Ebert bio je potpuno suprotnog mišljenja pa je uradak proglasio najboljim filmom desetljeća, a također ga je smatrao i jednom od najboljih ikad snimljenih, dok je filmski kritičar iz Daily Telegrapha Robbie Collin Hoffmanovu performansu proglasio jednom od najboljih koje je vidio.
Druga zapažena uloga te godine bila je u drami Sumnja Johna Patricka Shanleyja u kojoj je Hoffman nastupio uz Meryl Streep i Amy Adams kao otac Brendan Flynn - svećenik optužen za seksualno zlostavljanje 12-godišnjeg dječaka Afroameričkog podrijetla. Hoffman je već ranije bio upoznat s istoimenom kazališnom predstavom te je hvalio pokušaj njezine filmske ekranizacije; kako bi se što bolje pripremio za ulogu naveliko je razgovarao sa svećenikom koji je živio u vrijeme odvijanja radnje (60-e godine prošloga stoljeća). Sam film pobrao je pomiješane kritike filmske struke, a neki su ga kritičari poput Petera Bradshawa iz Guardiana ocijenili kao mamcem za Oscare. Ipak, Hoffman je za ulogu u tom filmu zaradio nominacije u kategoriji najboljeg sporednog glumca za nagrade Oscar, Zlatni globus i BAFTA te nominaciju Ceha glumaca Amerike.
U kazalištu je 2009. godine Hoffman nastupio kao Iago u futurističkoj produkciji Otella Petera Sellarsa (naslovni lik tumačio je John Ortiz) koja je pobrala pomiješane kritike. Kazališni kritičar iz New York Timesa Ben Brantley proglasio ju je "potpuno neshvaćenom" uz naglasak da čak i kada Hoffman pokušava "manipulirati ostale likove u samodestrukciju, opasno se približava uništavanju svega eruptirajući u pravi, vulkanski bijes". Te godine Hoffman je prvi puta posudio svoj glas u animaciji za film Mary and Max, premda taj film na kraju nije išao u američka kina. U tom filmu on je posudio glas naslovnom liku, depresivnom Njujorčaninu koji pati od Aspergerovog sindroma, dok Toni Collette posuđuje glas Mary - australskoj djevojci koja mu postaje prijateljica preko pisama. Nastavljajući u svijetu animacije, Hoffman je posudio glas u epizodi serije za djecu naziva Arthur za koju je zaradio nominaciju za Daytime Emmy. Kasnije iste godine uz Billa Nighyja i Rhysa Ifansa nastupio je kao američki DJ u britanskoj komediji Rocknroll brod redatelja Richarda Curtisa. Lik kojeg tumači u tom filmu temeljen je na Emperoru Rosku, voditelju radijske postaje Caroline 1966. godine. Također je imao cameo ulogu kao konobar u The Invention of Lying Rickyja Gervaisa.
Pišući o Hoffmanovom radu tijekom kasnih 2000-ih, Mosher je napisao da je glumac ostao impresivan, ali da nije ostvario bolju ulogu od one u Capoteu. Filmski kritičar David Thomson vjeruje da je glumac u to vrijeme pokazao neodlučnost: "Nije se mogao odlučiti hoće li glumiti jake sporedne role ili postati glavni glumac koji je sposoban kontrolirati emotivnu dinamiku i ishod filma".

### Posljednje godine (2010. – 2014.)
Hoffmanova popularnost nastavila je rasti i on je do početka drugog desetljeća 21. stoljeća postao iznimno prepoznatljivim glumcem. Unatoč ranijim rezervacijama koje je ima u vezi režiranja filmova, godine 2010. snimio je svoj prvi film kao redatelj. Drama Jack Goes Boating snimljena u nezavisnoj produkciji temeljena je na istoimenom kazališnom komadu autora Roberta Glaudinija kojeg je Hoffman također režirao (i u kojem je odigrao glavnu ulogu) u LAByrinthu 2007. godine. Premda je namjeravao isključivo režirati film, a nakon što glumac kojeg je želio za ulogu nije bio dostupan, na kraju je odlučio i odglumiti glavnog lika Jacka - usamljenog vozača limuzine koji pokušava pronaći ljubav. Film je imao ograničenu kino distribuciju i nije puno zaradio na box-officeu premda je pobrao poprilično dobre kritike. Međutim, Dave Edwards iz Daily Mirrora istaknuo je da "Hoffmanov redateljski debi predstavlja slabašan film čiju radnju sam zaboravio odmah nakon izlaska iz dvorane". S druge strane, kritičar Mark Kermode hvalio je kinematografsku kvalitetu koju je Hoffman unio svojom režijom te naglasio da kao redatelj glumac svakako ima potencijala. Uz film "Jack Goes Boating", iste godine Hoffman je režirao tragičnu dramu The Long Red Road autora Bretta C. Leonarda za kazalište Goodman u Chicagu. Steven Oxman iz Varietyja opisao je produkciju "kompliciranom" i "predvidljivom", ali "intrigantnom te barem djelomično uspješnom".
U drugoj polovici 2011. godine Hoffman je nastupio u zapaženim sporednim ulogama u dva hvaljena filma. Prvi je bila sportska drama Igra pobjednika čija se radnja vrti oko bejzbolskog tima Oakland Athleticsa, a u kojem je Hoffman tumačio trenera Arta Howea. Film je bio kritičarski i komercijalni uspjeh, a Ann Hornaday iz Washington Posta opisala je Hoffmana kao "savršenog glumca za navedenu ulogu" premda je stvarni Art Howe optužio filmaše za "nepravedan i neistinski" portret svog lika. Drugi je bila politička drama Martovske ide redatelja i glavnog glumca Georgea Clooneyja u kojem je Hoffman tumačio voditelja kampanje na demokratskim predsjedničkim izborima. Filmu su kritičari dali dobru ocjenu, kao i Hoffmanovoj izvedbi u trenucima dok ekran dijeli s kolegom Paulom Giamattijem (koji u filmu tumači voditelja kampanje njegovog protukandidata). Za nastup u ovom filmu Hoffman je zaradio četvrtu nominaciju za nagradu BAFTA.
U proljeće 2012. godine Hoffman je posljednji put nastupio u kazalištu i to u predstavi Smrt trgovačkog putnika kao Willy Loman. U režiji Mikea Nicholsa, produkcija predstave trajala je 78 izvedbi i postala je najgledanijom predstavom u povijesti kazališta Ethel Barrymore. Mnogi kritičari smatrali su da je tada 44-godišnji Hoffman premlad za ulogu 62-godišnjeg Lomana, a Chris Jones iz Chicago Tribunea u svojoj kritici istaknuo je da je lik bio loše odglumljen. Hoffman je priznao da mu je bilo izrazito teško odigrati tu ulogu, ali je za nju svejedno zaradio treću nominaciju za nagradu Tony.
Iste godine Hoffman je po peti i posljednji put surađivao s redateljem Paulom Thomasom Andersonom na filmu Master u ulozi koju je kritičar Peter Bradshaw proglasio najupečatljivijom u njegovoj čitavoj karijeri. Radnja filma smještena je u 50-e godine u SAD, a Hoffman u njemu tumači Lancastera Dodda, karizmatičnog vođu scijentološkog pokreta koji pod svoje okrilje dovodi čovjeka prepunog osobnih problema (Joaquin Phoenix). Budući da je u njega bio uključen pune tri godine, Hoffman je bio ključna osoba u razvoju filma. Pomagao je redatelju i scenaristu Andersonu tijekom razvoja scenarija čitajući određene dijelove te predlažući da Phoenixov lik Freddie Quell bude glavni protagonist umjesto Dodda. Kao talentirani plesač, Hoffman je konačno dobio priliku pokazati svoje sposobnosti na ekranu u nadrealnoj sekvenci filma; Bradshaw je taj dio prozvao "nevjerojatnim trenutkom" kojeg je "samo Hoffman sposoban izvesti". Kritičari su film "Master" ocijenili inteligentnim i izazovnim, a Drew Hunt iz Chicago Readera ocijenio je da se radi o Hoffmanovoj najboljoj ulozi: "On je zagonetan, ali otvoren; zastrašujuć, ali karizmatičan. Hoffman je u ovom filmu toliko stvari odjednom da je nemoguće govoriti o Doddu samo kao o liku iz filma". Hoffman i Phoenix za svoje su performanse u ovom filmu osvojili nagradu Volpi Cup na filmskom festivalu u Veneciji, a Hoffman je za ulogu dobio nominacije Ceha glumaca Amerike, kao i nominacije za Oscara, Zlatni globus i BAFTA-u.
Prekinuti kvartet još je jedan Hoffmanov film iz 2012. godine u kojem je tumačio violinista iz žičanog kvarteta čiji članovi (Christopher Walken, Catherine Keener i Mark Ivanir) ulaze u krizu nakon što jednom od njih bude dijagnosticirana Parkinsonova bolest. Drama je dobila uglavnom pozitivne ocjene, a Stephen Holden iz New York Timesa prozvao je Hoffmanovu ulogu "izvanrednom". Sljedeće godine Hoffman se pridružio glumačkoj postavi serijala Igre gladi i to u drugom nastavku naziva Igre gladi: Plamen kao kreator igara Plutarch Heavensbee. Te je godine "Igre gladi: Plamen" završio na desetom mjestu najgledanijih filmova svih vremena (u to vrijeme) pa je Hoffman postao prepoznatljiv novoj generaciji filmskih gledatelja. U siječnju 2014. godine, malo prije svoje smrti, Hoffman je posjetio filmski festival u Sundanceu gdje je promovirao svoja dva filma. Jedan je bio triler Najtraženiji čovjek redatelja Antona Corbijna temeljen na romanu Johna le Carréa, a u kojem je Hoffman nastupio u ulozi njemačkog tajnog agenta. Xan Brooks ocijenio je njegovu ulogu "osvježavajuće užasavajućom; prepunom nestašluka popraćenih integritetom". Drugi je bio Bogu iza nogu, redateljski debi glumca Johna Slatteryja u kojem je Hoffman glumio lopova. U studenom 2014. godine, devet mjeseci nakon njegove smrti, u kino distribuciju krenuo je film Igre gladi: Šojka rugalica (I. dio).
U vrijeme smrti Hoffman je snimao film Igre gladi: Šojka rugalica (II. dio), posljednji nastavak serijala za koji je većinu scena već bio završio. Dvije scene koje su još trebale biti snimljene s njim naknadno su zamijenjene drugima, a film je s kino distribucijom započeo u studenom 2015. godine. Hoffman se također pripremao i za svoj drugi redateljski uradak, dramu naziva Ezekiel Moss radnjom smještenu u vrijeme prohibicije, a u kojem su u glavnim ulogama trebali nastupiti Amy Adams i Jake Gyllenhaal. Uz sve to, snimio je i pilot epizodu serije Happyish za produkcijsku kompaniju Showtime u kojoj je tumačio glavni lik, ali planovi za cijelu sezonu su odgođeni nakon njegove smrti. Kasnije je ulogu dobio Steve Coogan.

## Privatni život
Hoffman je u intervjuima vrlo rijetko govorio o svom privatnom životu, posebno naglasivši 2012. godine da "radije ne bih pričao o tome zbog toga što onda moja obitelj ne bi imala izbora. Ako bih pričao o svojoj obitelji, oni ne bi više imali izbora. I zbog toga odlučujem ne pričati." Posljednjih 14 godina svoga života Hoffman se nalazio u vezi s kostimografkinjom Mimi O'Donnell koju je upoznao 1999. godine dok su oboje radili na predstavi Arabia We'd All Be Kings koju je on i režirao. Živjeli su u New Yorku te imali troje djece - sina Coopera (2003. godište) te dvije kćerke: Tallulah (2006. godište) i Willu (2008. godište). Hoffman i O'Donnell počeli su živjeti razdvojeno u jesen 2013. godine, nekoliko mjeseci prije njegove smrti.
Hoffman je također bio izrazito diskretan u vezi svojih religijskih i političkih uvjerenja, premda je poznato da je na predsjedničkim izborima 2000. godine glasovao za kandidata stranke zelenih Ralpha Nadera. Smatrao je da to što ne priča o privatnom životu u javnosti pridonosi njegovoj karijeri: "Što manje znate o meni to ću vam interesantnije izgledati u ulogama u kojima nastupam".
U intervjuu za emisiju 60 Minutes 2006. godine, Hoffman je otkrio da je tijekom pohađanja sveučilišta u New Yorku postao ovisnik o drogi: "Uzimao sam sve što mi je palo pod ruke. Sve mi se sviđalo." Nakon diplomiranja 1989. godine s 22 godine upisao se u rehabilitacijski program te se nije drogirao pune 23 godine. Međutim, 2013. godine vratio se staroj ovisnosti, a u svibnju iste godine ponovno je otišao na rehabilitaciju na razdoblje od 10 dana.

## Smrt i naslijeđe
Premda su u to vrijeme prijatelji tvrdili da je Hoffmanova upotreba droge pod kontrolom, dana 2. veljače 2014. godine pisac kazališnih komada i scenarist David Bar Katz, ujedno i Hoffmanov prijatelj, pronašao ga je mrtvog u kupaonici njegovog stana na Manhattanu. Hoffman je imao 46 godina. Detektivi koji su pretraživali stan na mjestu nesreće pronašli su heroin i medikamente koji se izdaju na recepte te otkrili da je glumac pronađen mrtav sa zabodenom iglom u ruci. Glumčeva smrt službeno je proglašena nesrećom uz objašnjenje da je do iste došlo "mješavinom raznih vrsta droge, uključujući heroina, kokaina, amfetamina i benzodiazepina." Nije utvrđeno je li Hoffman uzeo sve navedene supstance istoga dana ili je nešto od toga ostalo u njegovom tijelu od ranije uporabe. Dana 7. veljače u crkvi Sv. Ignatiusa Loyola na Manhattanu održan je sprovod kojeg su pohodile brojne kolege iz industrije s kojima je Hoffman radio.
Hoffmanova iznenadna smrt šokirala je obožavatelje i kompletnu filmsku industriju, a nekolicina ju je opisala kao izuzetno velik gubitak za profesiju. Dana 5. veljače 2014. godine kazališna skupina LAByrinth organizirala je bdjenje u spomen na glumca, a Broadway je na jednu minutu zatamnio svoja svjetla. Glumica Cate Blanchett je svoju nagradu BAFTA koju je osvojila za ulogu u filmu Jasmine French posvetila Hoffmanu. Tri tjedna nakon njegove smrti, a u njegovu čast, David Bar Katz osnovao je American Playwriting Foundation. S novcem kojeg su dobili nakon uspješne tužbe protiv časopisa National Enquirer (koji je netočno objavio "vijest" da su Hoffman i Katz ljubavnici), zaklada svake godine nagrađuje autora neproduciranog kazališnog komada s 45 tisuća dolara. Katz ju je prozvao "upornom nagradom" u znak poštovanja prema Hoffmanovoj odanosti profesiji kojom se bavio. Što se tiče nasljedstva, Hoffman je u oporuci iz listopada 2004. godine svoju cjelokupnu imovinu u vrijednosti od 35 milijuna dolara ostavio Mimi O'Donnell vjerujući joj da će ju ona ravnopravno raspodijeliti njihovoj djeci.

## Kritike i glumački stil
Filmska i kazališna industrija Hoffmana je iznimno cijenila, a u medijima je proglašen jednim od najboljih glumaca svoje generacije. Međutim, unatoč jako dobrom statusu među kritičarima i kolegama, Hoffman nikada nije postao popularna filmska zvijezda te ga se rijetko spominje na listama najvećih glumaca svih vremena. On nije bio tipičan filmski glumac dobre građe i zgodnog izgleda, ali Hoffman je oduvijek govorio da je zahvalan na svom fizičkom izgledu zbog toga što ga je upravo on učinio uvjerljivim u širokom dijapazonu likova koje je utjelovio. Redatelj Joel Schumacher za njega je 2000. godine izjavio: "Loša vijest u vezi Philipa je da on nikada neće biti glumačka zvijezda vrijedna 25 milijuna dolara po filmu. Dobra vijest je da će nastaviti glumiti do kraja svog života." Dnevne novine The Aiken Standard iz Južne Karoline proglasile su ga "anti-zvijezdom" čiji je pravi identitet ostao "neiskristaliziran i neumjestan". Hoffman je bio svjestan da je za glasače Akademije bio neortodoksan. Jednom prilikom je komentirao: "Siguran sam da ljudi u velikim korporacijama koje upravljaju Hollywoodom ne znaju što bi sa mnom, ali to je u redu. Vjerujem da postoje ljudi kojima je interesantno ono što radim."
Većina Hoffmanovih uloga po kojima će ostati zapamćen dolazi iz filmova snimljenih u nezavisnoj produkciji, ali se on također pojavio i u nekoliko holivudskih blockbustera. Uglavnom je tumačio sporedne uloge, većinom u komedijama i dramama, ali je ostao upamćen zbog svoje sposobnosti da male uloge učini iznimno pamtljivim. Filmski kritičar magazina Guardian Peter Bradshaw istaknuo je da "skoro svaka njegova uloga sadržava u sebi nešto posebno". Hoffman je najviše cijenjen zbog svoje raznolikosti i sposobnosti ulaženja u svaki tip uloge, ali se specijalizirao za tumačenje likova koji dolaze s dna društva. Novinar Ryan Gilbey naglašava: "Njegov životopis gotovo je ekskluzivno popunjen s odvratnim likovima, razmetljivcima, hvalisavcima ili zlostavljačima". Hvaljen je što je takve likove učinio stvarnima, kompleksnima pa čak i simpatičnima, a redatelj filma Voljeti Lizu Todd Louiso izjavio je da vjeruje da je Hoffman imao mnogo obožavatelja zbog toga što je na ekranu djelovao kao običan čovjek koji je razotkrio vlastitu ranjivost. Xan Brooks iz magazina Guardian istaknuo je da je glumčev poseban talent ležao u tome što je "oplemenio uvrnutu ljudsku psihu likova koje je tumačio". Kada su ga 2006. godine pitali zbog čega pristaje tumačiti takve uloge, Hoffman je odgovorio: "Nije da tražim negativne likove; jednostavno tražim ljude koji se bore sami sa sobom. To je ono što me najviše zanima."

### Radna etika
Novinar Jeff Simon opisao je Hoffmana "vjerojatno najtraženijim karakternim glumcem svoje generacije", ali Hoffman je tvrdio da uloge koje su mu se nudile nikada nije uzimao zdravo-za-gotovo. Premda je naporno i učestalo radio, što se tiče svog glumačkog uspjeha on je uvijek bio skroman, a na upit prijatelja o tome ima li sreće kao glumac, samo je tiho odgovorio: "Glumim u filmu Studengora koji se upravo prikazuje u kinima." Patrick Fugit koji je radio s Hoffmanom na filmu Korak do slave prisjeća se da je rad s glumcem na trenutke bio zastrašujuć, ali da se radi o "fantastičnom mentoru od kojeg se puno može naučiti" uz napomenu da je osjećao da "glumac u sebi nosi određenu tjeskobu". Hoffman je priznao da se katkada pojavljivao u visokobudžetnim studijskim filmovima zbog novca, ali je naglasio: "U konačnici moj cilj je odraditi dobar posao. Ako za to nisam puno plaćen, nema veze." Kao glumac bio je iznimno staložen i okrepljujuć, a u tome su mu pomagali nastupi u kazalištima koje se trudio odrađivati barem jednom godišnje.
Za potrebe tumačenja likova koje je glumio Hoffman je ponekad mijenjao frizuru i dobivao ili gubio na težini, a sve kako bi u tim likovima pokazao ono najgore. Međutim u intervjuu iz 2012. godine priznao je da je glumiti na takav način pravi izazov: "Posao sam po sebi nije težak. Ono što je teško je raditi taj posao dobro." U intervjuu za New York Times objasnio je kako obožava glumiti, ali nadodao: "Ta duboka ljubav dolazi uz cijenu: za mene je gluma mučenje, a mučenje je zbog toga što znaš da se radi o predivnoj stvari... Željeti to raditi je lagano, ali pokušati biti odličnim - to je apsolutno mučenje." Tu borbu potvrdio je i autor John le Carré koji je Hoffmana upoznao tijekom adaptacije njegovog romana A Most Wanted Man. I dok je hvalio glumčevu inteligenciju i intuiciju, le Carré je priznao da je svjestan bremena kojeg Hoffman osjeća: "Bio je to težak i iscrpljujuć posao koji je vjerojatno kumovao njegovom ultimativnom kraju. Svijet je naprosto bio previše bistar za njega."

## Filmografija i nagrade
Tijekom svoje glumačke karijere koja je trajala 22 godine, Hoffman se pojavio u 55 filmova i jednoj miniseriji. Godine 2005. osvojio je prestižnu filmsku nagradu Oscar u kategoriji najboljeg glavnog glumca za film Capote, a za istu je nagradu bio nominiran još tri puta u kategoriji najboljeg sporednog glumca: Rat Charlieja Wilsona iz 2007., Sumnja iz 2008. i Master iz 2012. godine. Uz to za nagradu Zlatni globus nominiran je pet puta (uz jednu pobjedu), pet puta za nagradu BAFTA (također jedna pobjeda), tri puta za Ceh glumaca Amerike (jedna pobjeda), a također je osvojio i nagradu Volvi Cup na filmskom festivalu u Veneciji. U kazalištu je glumio u deset, a režirao devetnaest predstava (većinom u New Yorku). Tri puta je nominiran za nagradu Tony za nastupe na Broadwayju: dvije nominacije su bile u kategoriji najboljeg glavnog glumca (True West iz 2000. te Death of a Salesman iz 2012. godine) te jedna u kategoriji najboljeg sporednog glumca u predstavi Long Day's Journey into Night iz 2003. godine.

## Vanjske poveznice
- Philip Seymour Hoffman u internetskoj bazi filmova IMDb-u (engl.)
- Philip Seymour Hoffman sakupljene vijesti i komentari u The New York Times